# Dmitrij Bilenkin
Dmitrij Aleksandrowicz Bilenkin (ros. Дми́трий Алекса́ндрович Биле́нкин; ur. 22 września 1933 w Moskwie zm. 28 lipca 1987 tamże) – radziecki pisarz i publicysta oraz krytyk fantastyki. Autor utworów science fiction. Wchodził w skład zespołu pisarzy tworzących wspólnie pod pseudonimem Paweł Bagriak.

## Twórczość

### Powieść
- Pustynia żizni (1983, wyd. pol. Pustynia życia „Kwazar” 02(22)-04(24) 1985)

### Zbiory opowiadań
- Marsianskij priboj (Przybój marsjański, 1967),
- Nocz’ kontrabandoj (Przemycona noc, 1971),
- Prowierka na razumnost’ (1974),
- Sniega Olimpa (Śniegi Olimpu, 1980),
- Lico w tołpie 1985,
- Siła silnych 1986,
- Prikliuczenija Połynowa 1987.

Źródło
Pochowany na Cmentarzu Wagańkowskim w Moskwie.